# Segunda Federación Femenina de España 2022-23
La temporada 2022-23 de la Segunda Federación Femenina de España fue la 1.ª edición de la tercera categoría de fútbol femenino de España. Constó de 2 grupos, Norte y Sur, de 16 equipos cada uno.

## Equipos participantes
Un total de 32 equipos disputaron la competición. Fueron divididos en dos grupos de 16 equipos cada uno dependiendo de su situación geográfica.
| Grupo Norte             | Grupo Sur              |
| ----------------------- | ---------------------- |
| Athletic Club C         | CFF Albacete           |
| Atlético de Madrid B    | UD Almería             |
| Bizkerre C.             | Balears Futbol Club    |
| CE Europa               | CFF Cáceres Atlético   |
| Espanyol de Barcelona B | CD Femarguín           |
| CD Getafe               | Levante UD B           |
| CA Osasuna B            | Madrid CFF B           |
| CD Parquesol            | Málaga CF              |
| CD Pradejón             | CD Pozoalbense         |
| Peluquería Mixta Friol  | Real Betis B           |
| CDE Racing Féminas      | Santa Teresa CD        |
| Real Madrid B           | FF La Solana           |
| Sárdoma CF              | FCD Tenerife           |
| Torrelodones CF         | Real Unión de Tenerife |
| Viajes Interrías FF     | Unión Viera CF         |
| Zaragoza CFF            | Valencia CF B          |

## Grupos

### Grupo Norte

#### Clasificación
| Pos. | Equipo                             | Pts. | PJ | G  | E | P  | GF | GC | Dif. |                                           |
| ---- | ---------------------------------- | ---- | -- | -- | - | -- | -- | -- | ---- | ----------------------------------------- |
| 1    | Atlético de Madrid "B" (C, A)      | 67   | 31 | 21 | 4 | 6  | 58 | 21 | +37  | Ascenso a Primera Federación              |
| 2    | C. E. Europa (A)                   | 66   | 32 | 21 | 3 | 8  | 72 | 31 | +41  | Play-Offs de Ascenso a Primera Federación |
| 3    | Real Madrid C. F. "B"              | 63   | 29 | 19 | 6 | 4  | 64 | 23 | +41  |                                           |
| 4    | C. D. Getafe                       | 56   | 24 | 17 | 5 | 2  | 39 | 23 | +16  |                                           |
| 5    | C. D. Pradejón                     | 52   | 22 | 16 | 4 | 2  | 52 | 33 | +19  |                                           |
| 6    | C. D. E. Racing Féminas            | 49   | 31 | 14 | 7 | 10 | 47 | 32 | +15  |                                           |
| 7    | Zaragoza C. F. F.                  | 43   | 27 | 13 | 4 | 10 | 58 | 47 | +11  |                                           |
| 8    | R. C. D. Espanyol de Barcelona "B" | 42   | 26 | 12 | 6 | 8  | 48 | 49 | −1   |                                           |
| 9    | C. A. Osasuna "B"                  | 40   | 28 | 11 | 7 | 10 | 42 | 48 | −6   |                                           |
| 10   | Bizkerre F. T.                     | 40   | 24 | 11 | 7 | 6  | 26 | 33 | −7   |                                           |
| 11   | Viajes Interrías F. F.             | 36   | 26 | 9  | 9 | 8  | 35 | 40 | −5   |                                           |
| 12   | Athletic Club "C"                  | 34   | 28 | 10 | 4 | 14 | 25 | 48 | −23  |                                           |
| 13   | C. D. Parquesol (D)                | 30   | 28 | 9  | 3 | 16 | 29 | 58 | −29  | Descenso a Tercera Federación             |
| 14   | Sárdoma C. F. (D)                  | 26   | 28 | 6  | 8 | 14 | 28 | 60 | −32  | Descenso a Tercera Federación             |
| 15   | C. Peluquería Mixta Friol (D)      | 17   | 27 | 4  | 5 | 18 | 34 | 72 | −38  | Descenso a Tercera Federación             |
| 16   | Torrelodones C. F. (D)             | 15   | 33 | 3  | 6 | 24 | 26 | 65 | −39  | Descenso a Tercera Federación             |

 Fuente: RFEF

### Tabla de resultados cruzados
| Local \ Visitante                  | AMA | EUR | RMA | GET | PRA | RAC | ZAR | ESP | FOS | BIZ | VIA | ATH | PAR | SAR | PEL | TOR |
| ---------------------------------- | --- | --- | --- | --- | --- | --- | --- | --- | --- | --- | --- | --- | --- | --- | --- | --- |
| Atlético de Madrid "B"             | —   | 1–0 | 0–2 | 0–1 | 1–0 | 0–2 | 2–1 | 4–0 | 1–0 | 3–0 | 6–1 | 3–0 | 2–1 | 6–0 | 1–0 | 1–1 |
| C. E. Europa                       | 1–2 | —   | 1–2 | 0–1 | 2–2 | 0–3 | 6–2 | 2–1 | 3–0 | 3–2 | 3–2 | 5–0 | 2–0 | 3–1 | 2–0 | 6–1 |
| Real Madrid C. F. "B"              | 0–1 | 0–4 | —   | 1–0 | 2–1 | 3–3 | 4–0 | 2–0 | 3–0 | 2–0 | 1–1 | 3–1 | 7–0 | 5–0 | 6–0 | 2–1 |
| C. D. Getafe                       | 0–4 | 0–0 | 2–1 | —   | 2–1 | 2–2 | 2–1 | 2–0 | 2–0 | 1–0 | 1–0 | 2–1 | 2–0 | 4–0 | 3–0 | 0–0 |
| C. D. Pradejón                     | 2–2 | 0–1 | 0–0 | 2–1 | —   | 3–0 | 2–1 | 4–1 | 4–1 | 3–0 | 2–0 | 2–0 | 3–0 | 2–2 | 4–1 | 2–1 |
| C. D. E. Racing Féminas            | 0–0 | 1–2 | 0–2 | 1–0 | 2–0 | —   | 2–1 | 1–2 | 3–2 | 1–2 | 1–1 | 1–0 | 1–2 | 2–0 | 4–1 | 5–0 |
| Zaragoza C. F. F.                  | 1–2 | 1–2 | 1–2 | 1–2 | 4–1 | 2–1 | —   | 3–1 | 2–2 | 4–0 | 1–1 | 4–1 | 0–1 | 1–1 | 4–1 | 6–2 |
| R. C. D. Espanyol de Barcelona "B" | 1–2 | 0–1 | 1–1 | 2–1 | 1–2 | 2–1 | 2–2 | —   | 3–0 | 2–1 | 1–3 | 1–0 | 1–0 | 3–0 | 3–3 | 2–0 |
| C. A. Osasuna "B"                  | 2–3 | 3–2 | 2–0 | 1–0 | 2–0 | 0–1 | 1–2 | 1–0 | —   | 2–2 | 1–0 | 2–2 | 0–1 | 0–3 | 4–3 | 2–0 |
| Bizkerre F. T.                     | 1–0 | 2–2 | 0–0 | 0–0 | 1–0 | 1–1 | 2–1 | 2–1 | 1–1 | —   | 0–1 | 0–1 | 1–0 | 3–1 | 0–1 | 0–0 |
| Viajes Interrías F. F.             | 0–3 | 0–3 | 0–0 | 0–0 | 0–2 | 1–0 | 3–2 | 1–1 | 2–2 | 0–2 | —   | 0–0 | 3–1 | 3–1 | 2–1 | 0–0 |
| Athletic Club "C"                  | 2–0 | 0–2 | 2–0 | 1–0 | 1–0 | 1–3 | 0–1 | 1–5 | 1–3 | 1–0 | 0–5 | —   | 1–0 | 0–1 | 1–0 | 3–1 |
| C. D. Parquesol                    | 0–1 | 2–3 | 0–2 | 2–1 | 0–4 | 0–1 | 1–3 | 2–2 | 1–3 | 1–0 | 1–0 | 2–2 | —   | 1–0 | 5–2 | 0–5 |
| Sárdoma C. F.                      | 0–3 | 0–4 | 1–3 | 2–4 | 0–1 | 2–2 | 0–1 | 3–3 | 1–1 | 0–1 | 2–1 | 1–0 | 0–0 | —   | 1–1 | 1–0 |
| C. Peluquería Mixta Friol          | 0–2 | 2–4 | 1–5 | 0–1 | 3–0 | 0–0 | 0–3 | 1–2 | 1–3 | 0–1 | 2–1 | 0–0 | 5–3 | 2–2 | —   | 1–2 |
| Torrelodones C. F.                 | 2–2 | 0–3 | 0–3 | 0–2 | 1–3 | 0–2 | 0–2 | 3–4 | 1–1 | 0–1 | 0–3 | 1–2 | 1–2 | 0–2 | 3–2 | —   |

### Grupo Sur

#### Clasificación
| Pos. | Equipo                     | Pts. | PJ | G  | E | P  | GF | GC | Dif. |                                           |
| ---- | -------------------------- | ---- | -- | -- | - | -- | -- | -- | ---- | ----------------------------------------- |
| 1    | Madrid C. F. F. "B" (C, A) | 69   | 31 | 22 | 3 | 6  | 67 | 24 | +43  | Ascenso a Primera Federación              |
| 2    | Levante U. D. "B"          | 67   | 29 | 20 | 7 | 2  | 61 | 20 | +41  | Play-Offs de Ascenso a Primera Federación |
| 3    | Balears F. C.              | 66   | 28 | 20 | 6 | 2  | 60 | 27 | +33  |                                           |
| 4    | C. D. Femarguín            | 58   | 30 | 17 | 7 | 6  | 50 | 29 | +21  |                                           |
| 5    | F. C. D. Tenerife          | 53   | 27 | 17 | 2 | 8  | 49 | 34 | +15  |                                           |
| 6    | Real Betis "B"             | 51   | 31 | 16 | 3 | 12 | 54 | 31 | +23  | Descenso a Tercera Federación             |
| 7    | Valencia C. F. "B"         | 49   | 29 | 15 | 4 | 10 | 58 | 45 | +13  |                                           |
| 8    | C. F. F. Cáceres Atlético  | 45   | 29 | 13 | 6 | 10 | 42 | 30 | +12  |                                           |
| 9    | Málaga C. F.               | 45   | 27 | 13 | 6 | 8  | 40 | 34 | +6   |                                           |
| 10   | Real Unión de Tenerife     | 45   | 27 | 12 | 9 | 6  | 54 | 43 | +11  |                                           |
| 11   | C. F. F. Albacete          | 34   | 34 | 10 | 4 | 20 | 29 | 46 | −17  |                                           |
| 12   | Unión Viera C. F.          | 29   | 29 | 8  | 5 | 16 | 35 | 55 | −20  |                                           |
| 13   | F. F. La Solana            | 26   | 28 | 7  | 5 | 16 | 20 | 40 | −20  |                                           |
| 14   | U. D. Almería (D)          | 26   | 32 | 7  | 5 | 20 | 29 | 52 | −23  | Descenso a Tercera Federación             |
| 15   | C. D. Pozoalbense (D)      | 20   | 30 | 6  | 2 | 22 | 31 | 79 | −48  | No compitió el año siguiente              |
| 16   | Santa Teresa C. D. (D)     | 0    | 0  | 0  | 0 | 0  | 0  | 90 | −90  | Se retiró de la competición               |

 Fuente: RFEF
Notas:
1. ↑  El Real Betis "B" renunció a la categoría.

### Tabla de resultados cruzados
| Local \ Visitante         | MAD | LEV | BAL | FEM | FCA | RBE | VAL | CAC | RUN | MAL | ALB | UNI | SOL | ALM | POZ | SAN |
| ------------------------- | --- | --- | --- | --- | --- | --- | --- | --- | --- | --- | --- | --- | --- | --- | --- | --- |
| Madrid C. F. F. "B"       | —   | 3–0 | 3–1 | 2–0 | 0–1 | 2–1 | 1–4 | 2–3 | 5–3 | 3–0 | 3–0 | 4–0 | 2–0 | 2–0 | 4–0 | 3–0 |
| Levante U. D. "B"         | 1–2 | —   | 1–1 | 0–0 | 5–0 | 2–0 | 1–1 | 2–1 | 1–1 | 1–0 | 3–0 | 2–1 | 3–0 | 3–0 | 4–0 | 3–0 |
| Balears F. C.             | 1–1 | 0–3 | —   | 1–1 | 1–0 | 0–0 | 2–1 | 3–2 | 2–0 | 2–1 | 3–0 | 4–0 | 3–0 | 3–0 | 2–0 | 3–0 |
| C. D. Femarguín           | 0–2 | 0–0 | 2–1 | —   | 2–0 | 1–3 | 4–1 | 1–0 | 1–2 | 3–2 | 2–0 | 2–1 | 3–0 | 1–1 | 4–0 | 3–0 |
| F. C. D. Tenerife         | 2–1 | 1–2 | 1–3 | 2–2 | —   | 0–2 | 3–1 | 0–1 | 2–1 | 2–1 | 3–2 | 4–0 | 1–0 | 1–0 | 3–1 | 3–0 |
| Real Betis "B"            | 0–1 | 3–0 | 2–3 | 3–1 | 0–2 | —   | 1–0 | 1–2 | 1–2 | 1–0 | 0–0 | 6–0 | 3–0 | 0–2 | 5–1 | 3–0 |
| Valencia C. F. "B"        | 1–1 | 0–2 | 2–2 | 0–2 | 1–0 | 2–1 | —   | 3–1 | 4–1 | 0–2 | 0–1 | 2–1 | 1–1 | 1–2 | 7–2 | 3–0 |
| C. F. F. Cáceres Atlético | 2–0 | 1–2 | 2–2 | 2–0 | 2–1 | 1–1 | 1–2 | —   | 2–1 | 0–0 | 0–1 | 0–1 | 4–1 | 0–1 | 3–0 | 3–0 |
| Real Unión de Tenerife    | 2–2 | 3–3 | 2–0 | 1–2 | 1–1 | 0–1 | 6–0 | 0–0 | —   | 1–1 | 1–0 | 0–1 | 1–0 | 2–1 | 3–3 | 3–0 |
| Málaga C. F.              | 1–4 | 1–3 | 0–2 | 1–2 | 1–0 | 4–0 | 2–1 | 1–1 | 3–2 | —   | 0–0 | 1–1 | 1–1 | 2–0 | 5–3 | 3–0 |
| C. F. F. Albacete         | 0–1 | 0–2 | 0–1 | 1–3 | 0–4 | 0–3 | 1–2 | 0–3 | 2–2 | 1–0 | —   | 1–3 | 1–0 | 2–4 | 3–1 | 3–0 |
| Unión Viera C. F.         | 0–3 | 1–2 | 1–4 | 1–1 | 2–3 | 3–0 | 2–4 | 2–0 | 3–5 | 0–1 | 0–0 | —   | 1–1 | 2–0 | 0–1 | 3–0 |
| F. F. La Solana           | 0–1 | 0–0 | 0–2 | 0–1 | 1–0 | 0–2 | 1–4 | 0–1 | 0–0 | 0–1 | 0–1 | 2–1 | —   | 1–0 | 3–0 | 3–0 |
| U. D. Almería             | 1–4 | 0–1 | 2–5 | 0–0 | 1–3 | 1–5 | 1–2 | 0–0 | 1–3 | 0–1 | 1–2 | 1–1 | 2–1 | —   | 0–3 | 3–0 |
| C. D. Pozoalbense         | 1–2 | 0–6 | 0–1 | 2–3 | 0–3 | 1–3 | 0–5 | 2–1 | 1–2 | 0–1 | 1–4 | 1–0 | 0–1 | 1–1 | —   | 3–0 |
| Santa Teresa C. D.        | 0–3 | 0–3 | 0–3 | 0–3 | 0–3 | 0–3 | 0–3 | 0–3 | 0–3 | 0–3 | 0–3 | 0–3 | 0–3 | 0–3 | 0–3 | —   |

## Playoff de ascenso a Primera Federación
| Posición          | Segunda Federación Femenina 2024-25 |
| ----------------- | ----------------------------------- |
| 2.° (Grupo Norte) | C. E. Europa                        |
| 2.° (Grupo Sur)   | Levante U. D. "B"                   |

| Ida; 27 de mayo de 2023 | C. E. Europa | 1:0 | Levante U. D. "B" |  |  |

| Vuelta; 3 de junio de 2023 | Levante U. D. "B" | 2:2 | C. E. Europa |  |  |

| Asciende a Primera Federación C. E. Europa |

## Datos y estadísticas

### Récords
| Récords de equipos       | Récords de equipos | Récords de equipos | Récords de equipos                         | Récords de equipos    | Récords de equipos                 | Récords de equipos | Récords de equipos                 | Récords de equipos | Récords de equipos |
| Récord                   | Grupo              | Fecha              | Equipo/s                                   | Local                 |                                    | Resultado          |                                    | Visitante          | Rep.               |
| ------------------------ | ------------------ | ------------------ | ------------------------------------------ | --------------------- | ---------------------------------- | ------------------ | ---------------------------------- | ------------------ | ------------------ |
| Más goles en un partido  | Sur                | 20/05/2023         | Valencia C. F. "B" y C. D. Pozoalbense (9) | Valencia C. F. "B"    | Bandera de la Comunidad Valenciana | 7 – 2              | Bandera de Andalucía               | C. D. Pozoalbense  | Jornada 30         |
| Mayor victoria local     | Norte              | 18/12/2022         | Real Madrid C. F. "B" (+7)                 | Real Madrid C. F. "B" | Bandera de la Comunidad de Madrid  | 7 – 0              | Bandera de Castilla y León         | C. D. Parquesol    | Jornada 12         |
| Mayor victoria visitante | Sur                | 18/03/2023         | Levante U. D. "B" (+6)                     | C. D. Pozoalbense     | Bandera de Andalucía               | 0 – 6              | Bandera de la Comunidad Valenciana | Levante U. D. "B"  | Jornada 22         |

Fuente: Fútbol Regional